# 完美世界 (游戏)

完美世界资料片-仙境奇缘

《完美世界》（Perfect World）是北京完美世界公司开发的一款大型多人在线角色扮演游戏。目前在中国大陆、台湾、日本展开營運。大陆由刘亦菲、林俊杰代言。2006年7月25日台灣智冠科技與其開發公司簽約，並找林志玲代言，並搭配遊戲主題曲《完美世界》由楊培安演唱，並由旗下的遊戲新幹線代理發行。2006年7月28日日本由C&C Media取得代理授權。之後越南、菲律賓、韩国等地，也有公司取得代理。台灣方面，請到林志玲代言，並於2006年12月13日開放公測。

## 游戏特点

御剑飞行

擁有空中自由飛行、水中潛水游泳的高自由度操控，人物角色的外貌可針對人物身高體型、五官容貌等各個部位進行微調，其細緻程度連顴骨、鼻型、眼球大小、四肢粗細等等，都可調整，可自行設計出獨一無二的人物，滿足每個玩家的需求。
目前遊戲中已推出近百種座騎與飛行器供玩家使用，座騎不分職業都可騎乘，但有等級限制，而飛行器則有職業與等級限制。

## 跨服國戰
每個伺服器玩家，可以進入跨服伺服器進行跨服國戰。跨服國戰分為四個國家，每一個國家代表一個伺服器。當國家成功攻佔區域可獲得積分，積分越多該國家分配到獎勵越多。

## 跨服競技場
跨服競技場是採取3V3、6V6競技方式，初入競技場的隊伍會先進行十場定級賽，比完定級賽會給於隊戰基本分數，定級賽勝場越高基本戰隊分數越高。戰隊匹配競技方式，會匹配戰隊分數相近（戰隊分數差正負500分內）的進行PK。獲勝隊伍會給於積分、失敗隊伍則是扣分。戰隊分數越高者獎勵越高。

## 職業
- 人類
  - 武俠：
  - 俠氣、道義、勇氣以及精湛的武藝，是武俠畢生的追求。武俠善於使用各種兵器，以物理攻擊和氣功為克敵之力。在戰場上善於與敵人做近距離格鬥，擁有多樣性的牽制、移動加速與免疫行動阻礙之技能。
  - 使用武器：單劍、雙劍、單刀、長刀、槍戟、鏜、長斧、雙斧、長錘、雙錘、拳套、利刃、弓。
  - 法師：
  - 擅長使用火、水、土三系強大法術，法術攻擊傷害高，但初期生命值較少與物理防禦較低是其弱點，後期因擁有技能「磐石護甲」的保護，提高許多物理防禦，為法師阻擋了不少敵人的強大攻擊。
  - 使用武器：短杖、幡杖、法劍、寶輪。
- 羽族
  - 羽芒：
  - 作為羽族的衛士，他們的身手非常矯健，既是優秀的弓箭手也是勇猛的戰士。精通遠距離攻擊，並擁有各種附加狀態的箭擊，在所有職業中物理傷害和爆擊是最高的，同時也擁有較高的迴避率，但與法師類似，生命值較少與物理防禦較低是其弱點。
  - 使用武器：弓、弩、彈弓、拳套。
  - 羽靈：
  - 羽靈在完美世界中是負責生命回復、復活和支援的職業，強大的生命回復技能與各種輔助增益狀態，可給團隊帶來莫大的戰力，甚至到了不可或缺的地步，特別的是羽靈雖是補師角色，但其攻擊火力依然不容小覷。在完美世界中，羽靈是最受歡迎也最缺的職業，在副本中占了非常重要的地位。
  - 使用武器：短杖、幡杖、法劍、寶輪。
- 妖族
  - 妖獸：
  - 妖獸是由虎、獅等猛獸修煉成的妖。強壯無比，喜好在戰場上作為前鋒，與敵人做近距離搏鬥。生命值高、物理防禦高是其優點，還具有 白虎/熊貓/人型 三種模式可變換，各有不同效果與技能。妖獸以強力的防禦和變身術為主，會少量的輔助技能。妖獸是擋王的最佳職業，擁有製造高仇恨值的技能以保護其他戰友免受王的攻擊。
  - 使用武器：長斧、雙斧、長錘、雙錘。
  - 妖精：
  - 妖精的原形多為草木狐蛇，感孕日月精華幻化而成，或嬌俏可愛或嫵媚風流。妖精的外表雖然柔弱，然因其天生的媚惑力，可驅使各種動物為其所用，也善於用毒，可給敵人造成負面狀態或是驅散增益狀態。妖精是可以將怪物馴服以供戰鬥時召喚的特殊職業，本身戰鬥能力不高，但依恃戰寵的強大能力輔助，成為所有職業當中，戰鬥型態最獨特的。
  - 使用武器：短杖、幡杖、法劍、寶輪。
- 汐族
  - 刺客：
  - 刺客近身攻擊能力強大，身披輕甲，較武俠和妖獸更為敏捷，擁有極高的攻擊速度。匕首能將刺客的特性發揮到極致，招招致命。在某些情況下，他們能通過爆擊打出比其他職業更高的傷害。刺客能從對敵人造成的傷害中攫取一部分回復自身生命值。此外，隱身更是刺客的招牌技能，憑此技能來去無蹤，殺人於無形之間。
  - 使用武器：匕首。
  - 巫師：
  - 汐族的先賢融合了部分人類早已失傳的法術，創造出獨一無二的巫術。不再追求控制元素的力量，巫師們嘗試操控及引導生物原始的本能，他們的願望通過魂力傳達，增強自己和隊友的力量，打擊敵人。巫師擁有較高的法術攻擊傷害，並且可根據戰鬥狀況，隨時切換自身的攻擊/防禦等級，隨時調整攻防狀態。
  - 使用武器：法寶。
- 靈族
  - 劍靈：
  - 劍靈擅長以神識控劍，在修為上達到了人劍合一的境界。劍靈馭劍時既能近身抗敵，也可以依靠劍氣遠距離殺傷敵人，集近身戰鬥與遠距攻擊於一身。劍靈尤其重視煉體，可提高防禦等級，並可透過劍印給敵人致命的打擊，使用劍咒強化自身與隊友， 使用劍訣來激活劍眼造成敵人額外的負面狀態，是戰場上的強者。劍靈與生俱來的「靈眸」，可以提高自身31點反隱等級，並看見周圍隱身的玩家。
  - 使用武器：刀劍。
  - 魅靈：
  - 魅靈能夠和自然中的其他靈體自在交流，花草、荊棘都可召喚前來協助攻擊或是增加增益狀態，魅靈還可以召喚出不同屬性的靈體為他們作戰。同時擁有奇妙的治癒能力與輔助技能，「重生術」技能更是不可或缺，此一技能施放後，若玩家遭遇死亡時，可原地自行復活，並減少大量經驗損失，在戰鬥中能夠為隊伍提供全面的幫助。是集法系攻擊，召喚寵物與輔助回復技能於一身的三合一職業。魅靈與生俱來的「靈瞳」可以探測周圍是否有隱身玩家，並強迫其現身。
  - 使用武器：短杖、幡杖、法劍、寶輪。
- 朧族
  - 夜影：
  - 使用武器：朧刀
  - 月仙：
  - 使用武器：月鐮

## 營運情况
- 大陆版
- 台湾版
- 新马地区
- 日本版
- 北美版
- 俄國版

## 相关
- 开发商：完美世界（北京）网络技术有限公司
- 运营商：完美世界（北京）网络技术有限公司
- 公测日：2005年11月25日
- 商业运营日：2006年1月15日

## 外部連結
- 中國完美世界官方網站（页面存档备份，存于）
- 台灣完美世界官方網站（页面存档备份，存于）
- 新马完美世界免费版官方网站（页面存档备份，存于）
- 完美世界手機版網站（页面存档备份，存于）